# Andrena polita
Andrena polita är en biart som beskrevs av Smith 1847. Andrena polita ingår i släktet sandbin, och familjen grävbin. Inga underarter finns listade i Catalogue of Life.